# Shequida
Shequida Hall o Shequida, nombre artístico de Gary Hall, es un cantante de ópera, compositor, dramaturgo y artista drag jamaicano-estadounidense de formación clásica.

## Biografía
Asistió a Juilliard, donde estudió con el destacado barítono bajo Simon Estes.
Como el personaje femenino Shequida, ha sido portavoz de USA Network para América Latina. De 1997 a 1998 interpretó a Wendi Mercury en el programa de televisión diurno One Life to Live. Protagonizó Vera of Las Vegas de Daron Hagen para su estreno mundial en 2003. 
Su espectáculo Off-Broadway, Opera for Dummies, obtuvo una crítica positiva en The Boston Phoenix, y fue nominado a un premio GLAAD Media.
En 2008, Shequida apareció en el concurso de telerrealidad America's Got Talent, entrando en el Top 40 para la tercera temporada, pero fue eliminada y luego dijo en una entrevista que la experiencia "fue muy extraña".
Shequida encabezó espectáculos de verano en Cherry Grove en Long Island en 2013 y 2014.